# Andorra en los Juegos Paralímpicos de Sochi 2014
Andorra estuvo representada en los Juegos Paralímpicos de Sochi 2014 por un deportista masculino. El equipo paralímpico andorrano no obtuvo ninguna medalla en estos Juegos.